# Hermel (district)
Hermel is een district in het gouvernement Beka in Libanon. De hoofdstad is de gelijknamige stad Hermel.
Hermel heeft een oppervlakte van 506 km² en een bevolkingsaantal van 39.000.